# Абаджиев, Борислав
Борислав Абаджиев (болг. Борислав Абаджиев; род. 14 октября 1963, Видин) — болгарский боксёр, представитель средней и полусредней весовых категорий. Выступал за сборную Болгарии по боксу в период 1984—1991 годов, бронзовый призёр чемпионата мира, чемпион Европы, победитель и призёр многих турниров международного значения, участник летних Олимпийских игр в Сеуле. В 1991—1997 годах боксировал также на профессиональном уровне, но без особых достижений.

## Биография
Борислав Абаджиев родился 14 октября 1963 года в городе Видин, Болгария. Проходил подготовку в боксёрском клубе «Славия».

### Любительская карьера
Первого серьёзного успеха на взрослом международном уровне добился в сезоне 1985 года, когда вошёл в основной состав болгарской национальной сборной и побывал на чемпионате Европы в Будапеште, откуда привёз награду бронзового достоинства, выигранную в полусредней весовой категории — на стадии четвертьфиналов взял верх над немцем Торстеном Шмитцем, но в полуфинале проиграл титулованному советскому боксёру Исраелу Акопкохяну.
В 1986 году стал бронзовым призёром чемпионата мира в Рино, уступив в полуфинале первого полусреднего веса канадцу Ховарду Гранту.
На европейском первенстве 1987 года в Турине одолел всех оппонентов, в том числе в финале прошёл представителя СССР Вячеслава Яновского, и завоевал тем самым золотую медаль.
Благодаря череде удачных выступлений удостоился права защищать честь страны на летних Олимпийских играх 1988 года в Сеуле — уже в стартовом поединке категории до 63,5 кг со счётом 2:3 потерпел поражение от югослава Вукашина Добрашиновича и сразу же выбыл из борьбы за медали.
После сеульской Олимпиады Абаджиев остался в составе боксёрской команды Болгарии и продолжил принимать участие в крупнейших международных турнирах. Так, в 1989 году он выиграл серебряную медаль на чемпионате Европы в Афинах, где в решающем поединке полусреднего веса был остановлен немцем Зигфридом Менертом.
Боксировал на европейском первенстве 1991 года в Москве, но попасть здесь в число призёров не смог, в 1/8 финала уступил по очкам ирландцу Билли Уолшу.

### Профессиональная карьера
Покинув расположение болгарской сборной, в период 1991—1997 годов Борислав Абаджиев выступал на профессиональном уровне. Одно из наиболее значимых достижений на этом поприще — победа над Тодором Тодоровым в марте 1994 года и завоевание титула чемпиона Болгарии в среднем весе среди профессионалов. В общей сложности провёл на профи-ринге 17 боёв, из них 10 выиграл (в том числе 6 досрочно), 5 проиграл, в двух случаях была зафиксирована ничья.